# شان دویل
شان دویل (انگلیسی: Shawn Doyle؛ زادهٔ ۱۹ سپتامبر ۱۹۶۸) بازیگر اهل کانادا است. او دانش‌آموختهٔ رشتهٔ تئاتر در دانشگاه یورک است و از سال ۱۹۹۶ میلادی تاکنون مشغول فعالیت بوده است.
از فیلم‌ها و مجموعه‌های تلویزیونی که وی در آن نقش داشته است، می‌توان به بوران، هیچی نگو، فرکانس، مرز جنون، سر به نیست کردن، ولگردها، کلتیس توت کیست؟ و فارگو اشاره کرد.